# باغچه (کبودرآهنگ)
باغچه (کبودرآهنگ)، روستایی از توابع بخش شیرین‌سو شهرستان کبودرآهنگ در استان همدان ایران است. این روستا زادگاه سید ابولحسن بنی صدر اولین رئیس‌جمهور ایران می‌باشد.
شغل اکثریت مردم دامداری و کشاورزی است. این روستا در فاصله ۱۰۰ کیلومتری شهر همدان واقع شده است. همچنین این روستا تا مرکز بخش ۳۰کیلومتر فاصله دارد. مردم به زبان ترکی آذربایجانی صحبت می‌کنند و مذهب شیعه جعفری دارند.

## جمعیت
این روستا در دهستان شیرین‌سو قرار دارد و براساس سرشماری مرکز آمار ایران در سال ۱۳۹۵، جمعیت آن ۳۱۱ نفر (۷۶خانوار) بوده است.